# Garešnica
Garešnica est une ville et une municipalité située dans le comitat de Bjelovar-Bilogora, en Croatie. Au recensement de 2001, la municipalité comptait 11 630 habitants, dont 81,85 % de Croates et 11,44 % de Serbes ; la ville seule comptait 4 252 habitants.

## Localités
La municipalité de Garešnica compte 23 localités :
| - Ciglenica - Dišnik - Duhovi - Garešnica - Garešnički Brestovac - Gornji Uljanik - Hrastovac - Kajgana - Kaniška Iva - Kapelica - Mala Bršljanica - Mali Pašijan | - Malo Vukovje - Rogoža - Tomašica - Trnovitički Popovac - Uljanički Brijeg - Uljanik - Velika Bršljanica - Veliki Pašijan - Veliki Prokop - Veliko Vukovje - Zdenčac |

## Personnalités
- Boris Buden (1958-), philosophe et auteur croate naturalisé autrichien, né à Garešnica.